# هوراسيو رودريغيز
هوراسيو رودريغيز (بالإسبانية: Horacio Rodríguez Larreta)‏ (و. 1965  م) هو سياسي، واقتصادي أرجنتيني، ولد في بوينس آيرس.

## مناصب
تولى منصب عمدة
.

## التعليم
تعلم في جامعة بوينس آيرس، وتعلم في كلية هارفارد للأعمال
.